# Bugríxikha
Bugríxikha (en rus: Бугрышиха) és un poble del krai de l'Altai, a Rússia, que el 2013 tenia 74 habitants.